# Henning Krautmacher
Henning Walter Krautmacher (né le 5 mars 1957 à Leverkusen-Schlebusch) est un chanteur allemand, leader du groupe Höhner.

## Biographie
Henning Krautmacher suit une formation d'éducateur technique spécialisé, travaille comme étalagiste puis devient journaliste. Jusqu'au milieu des années 1980, il apparaît avec divers groupes (dont Locker vom Stool et Uss d'r Lameng). Les représentations pendant le carnaval au Ulrich-Haberland-Stadion (maintenant BayArena) permettent au groupe de se faire connaître à l'échelle nationale. En 1982, Uss d'r Lameng participe au concours d'Udo Werner au Tanzbrunnen à Cologne et remporte le prix.
En 1986, Krautmacher rejoint Höhner, après que son leader, Peter Horn, quittant le groupe. En 2006, il célèbre son 20e anniversaire avec Höhner. Krautmacher est également un animateur et acteur occasionnel.
Krautmacher vit à Pulheim-Stommeln et maintient ses racines à Leverkusen grâce à des apparitions publiques, des lectures et le soutien à la banque alimentaire de Leverkusen. Krautmacher est attaché à la base de données allemande des donneurs de moelle osseuse (en) et en avril 2012 est le visage de la campagne à Bonn. Le 2 février 2015, Krautmacher fait partie de l'émission Un dîner presque parfait spécial carnaval sur VOX. Le 8 janvier 2019, le ministre-président Armin Laschet fait Henning Krautmacher chevalier de l'ordre du Mérite de la République fédérale d'Allemagne pour son engagement social.

## Source de la traduction
- (de) Cet article est partiellement ou en totalité issu de l’article de Wikipédia en allemand intitulé « Henning Krautmacher » (voir la liste des auteurs).